# Рохеза де Клер
Рохеза де Клер (англ. Rohese de Clare; 17 октября или ок. 25 декабря 1252 — после 1316) — жена английского аристократа Роджера (III) де Моубрея, дочь Ричарда де Клера, 5/6-й графа Хартфорда и 2/6-й графа Глостера и Мод де Ласи.

## Биография
Рохеза происходила из знатного англо-нормандского рода Клеров и была третьей из четырёх дочерей Ричарда де Клера, 5/6-й графа Хартфорда и 2/6-й графа Глостера от брака с Мод де Ласи, дочери Джона де Ласи, 1-го графа Линкольна.
Рохаза родилась 17 октября или около 25 декабря 1252 года. В 1270 году её выдали замуж за барона Роджера (III) де Моубрея. Вероятно, благодаря этому браку Роджер получил некоторые владения Ласи.
Муж Рохезы умер в 1297 году. Поскольку их старший сын и наследник Джон (I) де Моубрей был ещё мал, над ним была учреждена опека. Сама Рохеза замуж больше не вышла. Точный год её смерти неизвестен, последний раз она упоминается в 1316 году.

## Семья
Муж: с 1270 Роджер (III) де Моубрей (ум. до 21 ноября 1297), феодальный барон Монбрей с 1266, 1-й барон Моубрей с 1295. Дети:
- Джон (I) де Моубрей (4 сентября 1286 — 23 марта 1322), 2-й барон Моубрей с 1297;
- (?) Роджер де Моубрей (ум. после 1312). Он в 1312 году получил папское разрешение на помолвку с Маргарет Эбернети; о его ничего не известно, но по возрасту он мог быть сыном только Роджера III[3].